# Dow Jones & Company
Dow Jones & Company (NYSE: DJ) é uma editora financeira internacional dos Estados Unidos, proprietária e responsável pela publicação de um dos mais importantes jornais financeiros dos EUA e do mundo, o jornal The Wall Street Journal, que tem circulação diária de aproximadamente 2,1 milhões de cópias. Além disso, a Dow Jones atua em outros grupos de comunicação e mídia, e é sócia de emissoras de televisão na Ásia e Europa pertencentes ao grupo NBC. A empresa foi fundada em 1882 por três jornalistas: Charles Dow, Edward Jones, e Charles Bergstresser. O editora conta com mais de 7 000 funcionários de tempo integral, e seu escritório central de edição localiza-se no "1 World Financial Center", no nº200 da rua Liberty Street, New York, USA.

## Histórico
Em Agosto de 2007, a empresa News Corporation, de propriedade do empresário Rupert Murdoch, anunciou a compra da Dow Jones & Company por 5,6 bilhões de dólares. A News Corp. é proprietária de mais de uma centena de publicações impressas no mundo, além da rede de TV FOX, dos estúdios de cinema 20th Century Fox e do site de relacionamento MySpace.

## Bolsa de Valores
A editora publica os seguintes índices de Bolsa de Valores:
- Dow Jones Composite Average
- Dow Jones Euro Stoxx 50
- Dow Jones Global Titans
- Dow Jones Industrial Average
- Dow Jones Stoxx 50
- Dow Jones Sustainability Index
- Dow Jones Transportation Average
- Dow Jones Utility Average
- Dow Jones U.S. Large Cap Growth
- Dow Jones U.S. Large Cap Value
- Dow Jones U.S. Small Cap Growth
- Dow Jones U.S. Small Cap Value
- Dow Jones U.S. Total Market